# Prywilla
Prywilla (ukr. Привілля) – miasto na Ukrainie w obwodzie ługańskim. Ośrodek przemysłu spożywczego.

## Historia
Osiedle typu miejskiego od 1938.
W latach 1942–1943 pod okupacją niemiecką.
W 1959 liczyło 9017 mieszkańców.
Miasto od 1963.
W 1989 liczyło 11479 mieszkańców.
W 2013 liczyło 7747 mieszkańców.